# Turmwindmühle Tultewitz

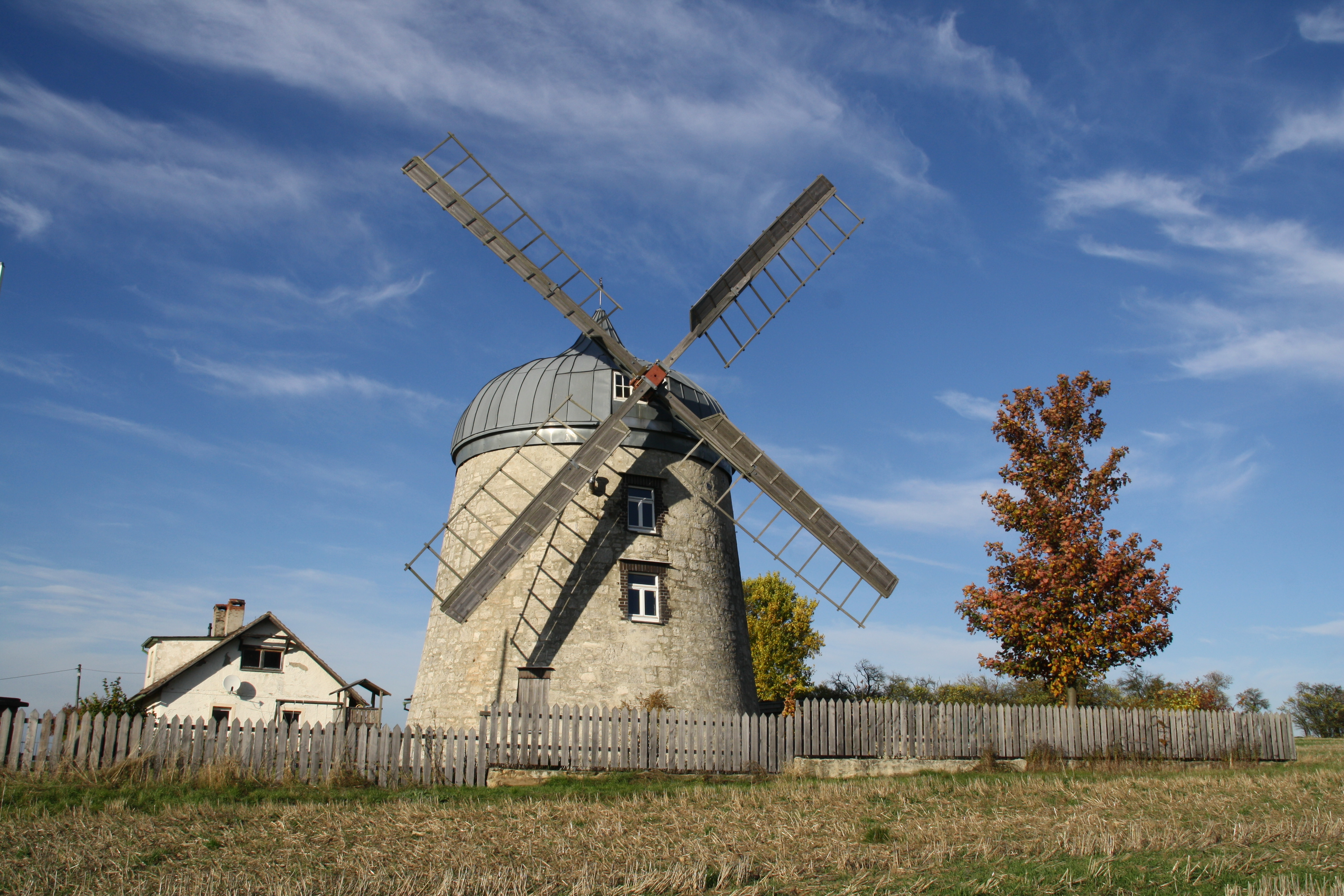
Mühle Tultewitz 2013

Die Turmwindmühle Tultewitz ist eine Holländerwindmühle östlich des Ortes Tultewitz, Sachsen-Anhalt.

## Bauart
Bei der Mühle Tultewitz handelt es sich um eine konische Turmwindmühle. Sie besitzt Jalousieflügel mit offenen windgängigen Gattern sowie eine funktionstüchtige Windrose.

## Geschichte
Die Mühle wurde 1850 durch Familie Rodenbeck erbaut. Ab Beginn des 20. Jahrhunderts diente die Tultewitzer Mühle unter Führung der Familie Haak als Lebensmittelladen und Bäckerei. Diese gab das Unternehmen an Familie Ecke ab, welche es noch bis 1928 betrieb. Von 1928 bis zu ihrer Stilllegung 1952 wurden Mühle und Bäckerei von Familie Winkler weiterbetrieben.
Noch zu Lebzeiten des letzten Müllers und Bäckers Willi Winkler erwarb 1991 Familie Röder die Ruine. Bereits kurz nach dem Kauf begann man mit den Planungen für die Rekonstruktion. 1994 wurde der bereits 1992 gestellte Bauantrag genehmigt und bis 1998 erfolgte die schrittweise Rekonstruierung und Restaurierung der Mühle, der vollständig aus privaten Mitteln und unter Mithilfe der Familienangehörigen erfolgt. 1998 wurden die Bauarbeiten abgeschlossen. 1999 wurde in Warendorf, Schlüchtern, Bensheim, Jessen und Eckartsberga die Mühlentechnik fertiggestellt und bis zum Einbau zwischen dem 28. September und 3. Oktober 2000 eingelagert.